# Une souris pour dîner
Pour plus de détails, voir Fiche technique et Distribution.
Une souris pour dîner (titre original : Mouse and Garden) est un court métrage d'animation américain réalisé par Friz Freleng, mettant en scène Grosminet et Sam le chat, sorti en 1960.

## Distribution
- Patrick Préjean : Grosminet